# Pendleton (Oregon)
Pendleton is een plaats (city) in de Amerikaanse staat Oregon, en valt bestuurlijk gezien onder Umatilla County.

## Demografie
Bij de volkstelling in 2000 werd het aantal inwoners vastgesteld op 16.354. In 2006 is het aantal inwoners door het United States Census Bureau geschat op 16.589, een stijging van 235 (1,4%).

## Geboren
- Dave Cockrum (1943-2006), Amerikaans stripauteur

## Geografie
Volgens het United States Census Bureau beslaat de plaats een oppervlakte van 26,0 km², geheel bestaande uit land. Pendleton ligt op ongeveer 325 m boven zeeniveau.

## Plaatsen in de nabije omgeving
De onderstaande figuur toont nabijgelegen plaatsen in een straal van 12 km rond Pendleton.